# ウィリアムズバーグ橋

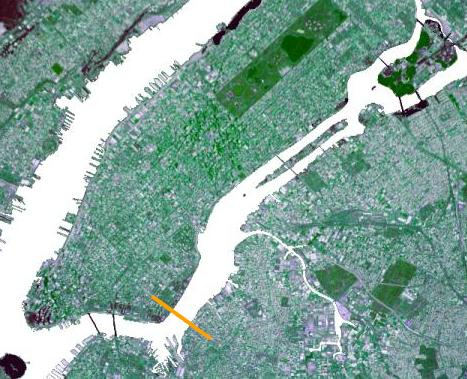
橋の位置

ウィリアムズバーグ橋（Williamsburg Bridge）とは、アメリカ合衆国ニューヨーク州ニューヨーク市にある、イースト川の上に架かっている吊橋。マンハッタン区ロウアー・イースト・サイドとブルックリン区ウィリアムズバーグを結ぶ。

## 概要
- 1896年に工事が開始され、1903年12月19日に開通。
- スパンは約488m。開通当時はブルックリン橋を抜いて世界一長い吊橋だったが、1924年にベアー・マウンテン・ブリッジに抜かれる。
- 全長は約2,227m。
- 下流にはマンハッタン橋がある。
- 自動車と列車の両方を通す鉄道道路併用橋である。こうした吊橋は、ニューヨーク市ではこの橋とマンハッタン橋だけ。
- 自動車道は8車線、ニューヨーク市地下鉄は複線。
- マンハッタン島とロングアイランドを結ぶ他の橋と同様に、歩道と自転車道がある。
- マンハッタン側はデランシー・ストリートと、ブルックリン側はブロードウェイ（英語版）と接続する。
- 橋に深刻な腐食や割れ、ケーブルの素線断線が見つかり、点検のため1988年4月11日に橋が全面閉鎖された。点検の結果、架替えも検討されたほどの老朽化だったが、費用が割安の修繕が選択された[1]。その後1990年代から2000年代にかけて大規模な修繕工事が行われた[2]。
- 2008年の日平均通行量は106,783台[3]。

## 軌道系交通
現在も走るニューヨーク市地下鉄のBMTナッソー・ストリート線およびBMTジャマイカ線に加え、かつてはこの橋の上を路面電車が走っていた。

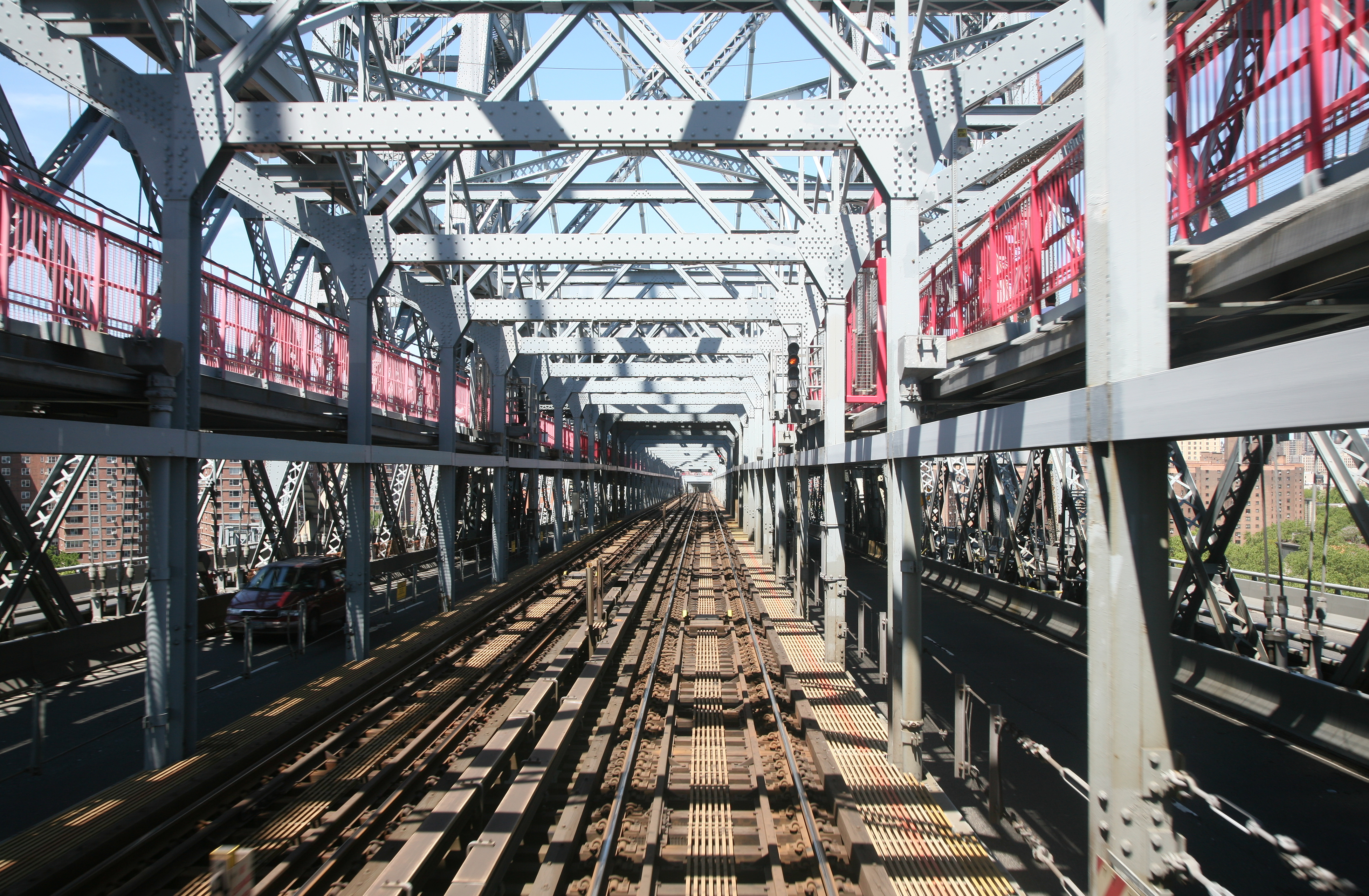
橋上の線路

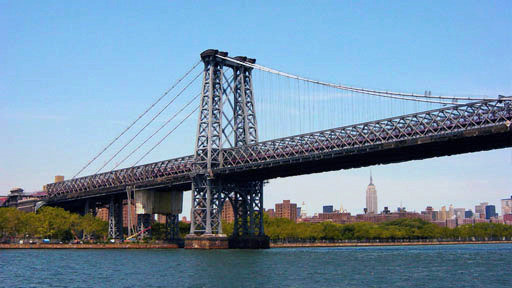
ウィリアムズバーグ橋

南側二路線はブルックリンからマンハッタンへ向かう以下の路面電車が走っていた。
- ウィリアムズバーグ橋緩行線（英語版）、1904年–1948年
- ノストランド・アベニュー線（英語版）、1904年–1923年および1931年–1948年
- ラルフ・アベニュー線（英語版）、1905年-1908年、ラルフ・アンド・ロッカウェイ・アベニュース線（英語版）、1908年–1923年および1931年–1948年
- トンプキンズ・アベニュー線（英語版）、1906年–1923年および1931年–1947年
- レイド・アベニュー線（英語版）、1904年–1923年および1931年–1937年
- ブロードウェイ線（英語版）、1904年–1923年
- フランクリン・アベニュー線（英語版）、1904年–1923年
- グランド・ストリート線（英語版）、1904年–1923年
- サムナー・ストリート線（英語版）、1904年–1923年
- ウィルソン・アベニュー線（英語版）、1904年–1923年
- ブッシュウィック・アベニュー線（英語版）、1904年–1921年
- ノストランド-カルバー線（英語版）およびノストランド-プロスペクト線（英語版）、1906年–1919年

北側二路線はマンハッタンからブルックリンへ向かう以下の路面電車が走っていた。
- グランド・ストリート線（英語版）、1904年–1932年
- ポストオフィス線（英語版）、1919年-1932年
- 7番街-ブルックリン線（英語版）、1911年-1919年
- 8丁目クロスタウン線（英語版）、1904年–1911年
- 14丁目-ウィリアムズバーグ橋線（英語版）、1904年–1911年
- 4番街・ウィリアムズバーグ線（英語版）、1904年–1911年

この橋の中央を走る地下鉄路線は元々ブルックリン・ラピッド・トランジットによって運営されていた。現在はニューヨーク市地下鉄のJ、M、Z各系統が以下の時間帯で運行している。
|  | 運行時間帯               |
|  | 終日                     |
|  | 深夜以外                 |
|  | ラッシュ時の混雑方向のみ |